# Planoles
Planoles – gmina w Hiszpanii, w prowincji Girona, w Katalonii, o powierzchni 18,18 km². W 2011 roku gmina liczyła 308 mieszkańców.